# MTs255
Die MTs255 (Exportbezeichnung; eigentlich russisch МЦ255/MZ255) des russischen Herstellers TsKIB SOO (deutsch Zentrales Konstruktions- und Forschungsbüro für Sport- und Jagdwaffen) aus Tula ist eine fünfschüssige Flinte, die nach dem Prinzip eines Revolvers eine Revolvertrommel anstelle eines Magazins besitzt.
Das Konstruktionsbüro TsKIB SOO wurde 1949 gegründet und entwickelte vor allem hochwertige Sport- und Jagdwaffen. Ab Ende der 1990er Jahre wurde die Revolverflinte MTs255 entwickelt und auf den Markt gebracht. Die Waffe besitzt eine klassische Holzschäftung und ist für den jagdlichen Einsatz konzipiert. Sie wird in den Kalibern 12/70, 20/76, 28/70, 32 und .410 geliefert. Die Läufe sind innen hartverchromt und besitzen eine ventilierte Visierschiene, in der Laufmündung können Wechselchokes eingeschraubt werden. Der Abzug kann sowohl mit vorgespanntem Hahn (Single-Action) als auch als Spannabzug (Double-Action) betätigt werden. Der Hahn schlägt über einen Transfer-Bar auf den Schlagbolzen, der aber im Unterschied zu anderen Revolverkonstruktionen im Single-Action-Modus schon bei Spannen des Hahns vor den Schlagbolzen geführt wird.

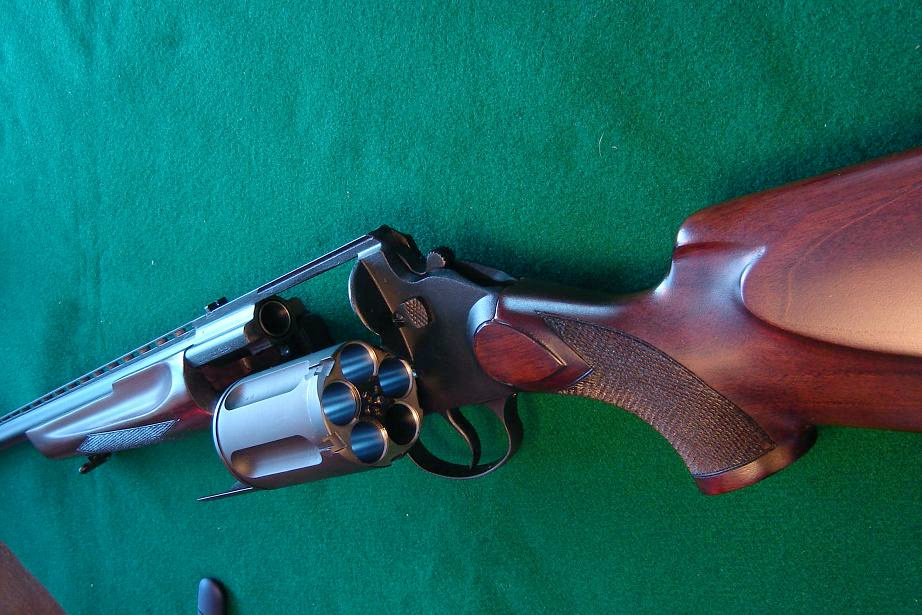
Mit geöffneter Trommel
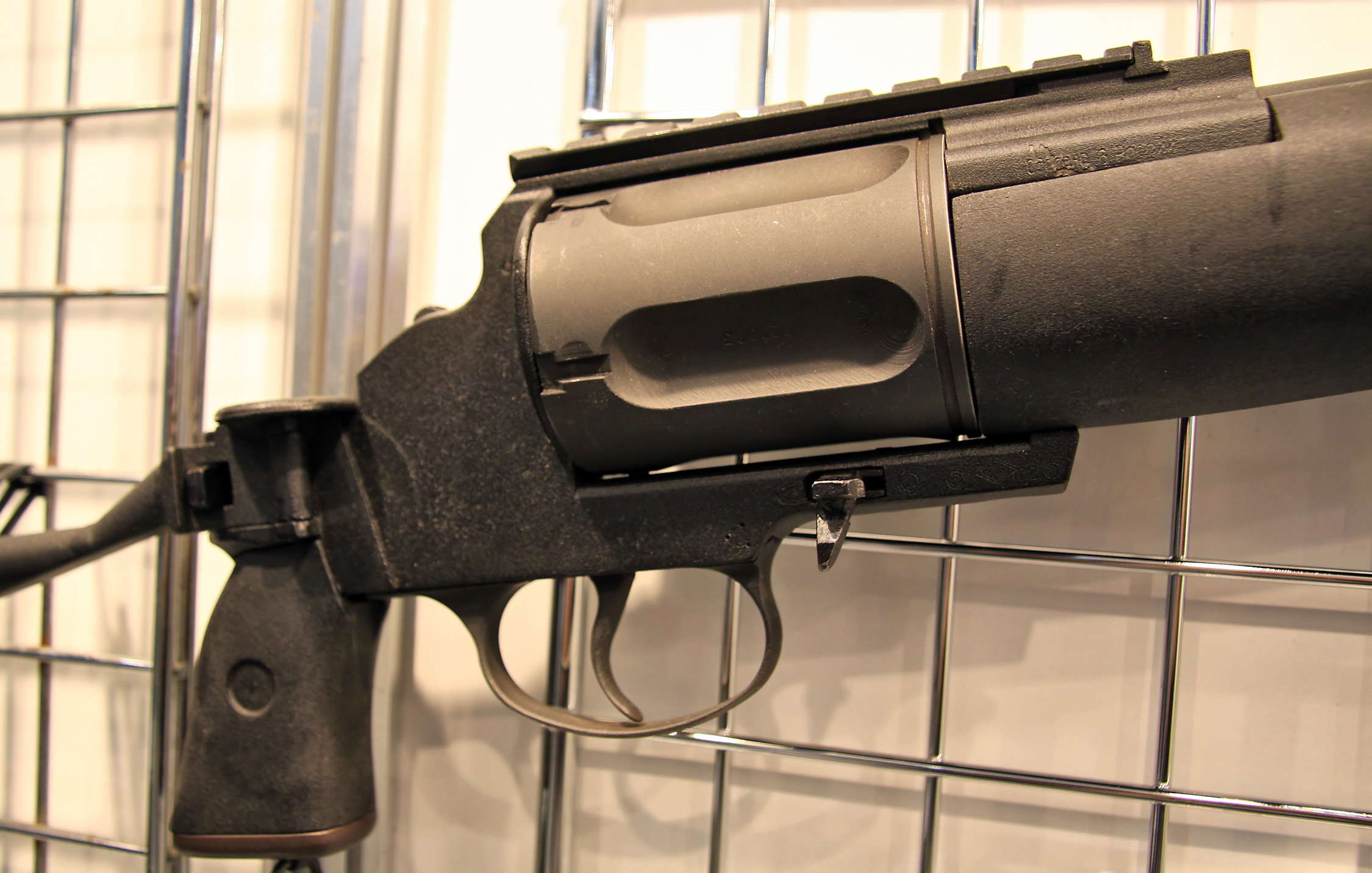
Mit Plastik-Griff
- Video mit Probeschüssen (russisch)